# Korbin Albert
Korbin Rose Albert (Grayslake, 13 ottobre 2003) è una calciatrice statunitense, attaccante dell’Olympique Lione e della nazionale statunitense.

## Biografia
Albert è nata a Grayslake, sobborgo dell'area metropolitana di Chicago, nello stato americano dell'Illinois. La madre Janet era stata inclusa nella selezione All-America di atletica leggera, mentre due dei suoi quattro fratelli, così come la sorella Teagan, hanno giocato a calcio a livello universitario.

### Controversie
Nel marzo del 2024 Albert ha pubblicato sul suo profilo TikTok un video con dei contenuti discriminatori nei confronti della comunità LGBT; inoltre è stato scoperto che la calciatrice aveva messo un Mi piace a un post su Instagram in cui si attribuiva l'infortunio della calciatrice Megan Rapinoe nella finale di National Women's Soccer League 2023 a una punizione divina. In seguito alle diverse critiche ricevute, fra cui quelle della stessa Rapinoe, la stessa Albert si è scusata pubblicamente per tali episodi. Ciò nonostante, ha subito fischi dai tifosi statunitensi durante gli incontri disputati dalla nazionale maggiore ad aprile e a giugno; nella seconda delle due finestre internazionali, Albert ha comunque aderito alla campagna della US Soccer per il Mese del Pride, che prevedeva l'utilizzo da parte delle calciatrici di maglie decorate con motivi arcobaleno, poi messe all'asta a scopo benefico.

## Caratteristiche tecniche
Di ruolo centrocampista, è dotata di notevole versatilità, che le permette di giocare anche in ruoli più offensivi o difensivi, a seconda delle esigenze della squadra.

## Carriera

### Club

#### Gli inizi
Albert inizia a giocare a calcio nel suo paese natale, prima di trasferirsi, all'età di quattordici anni, all'Eclipse Select, squadra di base a Chicago. Durante il suo periodo con il club, viene premiata come miglior giocatrice del campionato regionale nelle stagioni 2018-2019 e 2020-2021.
Nel giugno del 2021, si iscrive all'Università di Notre Dame, entrando a far parte della squadra di calcio dell'istituto, le Notre Dame Fighting Irish. Nell'annata 2021, in cui segna 12 reti in 22 presenze, viene nominata tra le migliori undici matricole nazionali e nella terza miglior squadra dell'ACC. Nella stagione successiva, invece, viene inserita tra le migliori giocatrici sia dell'NCAA Division I, sia dell'ACC; inoltre, viene premiata come miglior centrocampista dell'anno dell'ACC, venendo anche nominata fra le tre finaliste dell'Hermann Trophy, destinato al miglior giocatore e alla miglior giocatrici dei college dell'anno.

#### Paris Saint-Germain
Il 31 gennaio 2023, Albert lascia l'Università di Notre Dame e viene ufficialmente acquistata dal Paris Saint-Germain, nella massima serie francese, con cui firma un contratto di due anni e mezzo.
Segna la sua prima rete con il PSG il 20 dicembre 2023, contribuendo alla vittoria per 3-1 in UEFA Women's Champions League sulla Roma. Lungo la stagione 2023-2024, contribuisce al raggiungimento delle semifinali di Champions League, nonché alla vittoria della Coppa di Francia.

### Nazionale
Albert viene convocata per la prima volta dagli Stati Uniti U-20 nel giugno del 2022, in occasione della Sud Ladies Cup, vinta proprio dalla formazione americana. Il mese seguente, invece, viene inclusa nella rosa statunitense partecipante ai Mondiali under 20 in Costa Rica, in cui disputa due partite, prima che la sua squadra venga eliminata nella fase a gironi del torneo.
Nel novembre del 2023, riceve la sua prima convocazione in nazionale maggiore da parte della CT ad interim Twila Kilgore; debutta ufficialmente il 5 dicembre seguente, sostituendo Lindsey Horan al 69° minuto di un'amichevole contro la Cina, vinta per 2-1. Ottiene la sua prima presenza da titolare il 20 febbraio 2024, nella partita della fase a gironi della CONCACAF Women's Gold Cup contro la Rep. Dominicana; contribuisce quindi alla vittoria di suddetta competizione da parte degli Stati Uniti.
Nel giugno del 2024, viene inclusa dalla CT Emma Hayes nella lista delle convocate per il torneo femminile di calcio ai Giochi olimpici di Parigi. Il 31 luglio seguente, segna la sua prima rete in nazionale maggiore nell'incontro vinto per 2-1 contro l'Australia. Il 10 agosto 2024, durante la finale contro il Brasile, serve a Mallory Swanson l'assist per la rete della vittoria (1-0), che consente alla formazione americana di vincere la medaglia d'oro.

## Statistiche
Statistiche aggiornate al 3 agosto 2024.

### Presenze e reti nei club
| Stagione        | Squadra             | Campionato      | Campionato | Campionato | Coppe nazionali | Coppe nazionali | Coppe nazionali | Coppe continentali | Coppe continentali | Coppe continentali | Altre coppe | Altre coppe | Altre coppe | Totale | Totale |
| Stagione        | Squadra             | Comp            | Pres       | Reti       | Comp            | Pres            | Reti            | Comp               | Pres               | Reti               | Comp        | Pres        | Reti        | Pres   | Reti   |
| --------------- | ------------------- | --------------- | ---------- | ---------- | --------------- | --------------- | --------------- | ------------------ | ------------------ | ------------------ | ----------- | ----------- | ----------- | ------ | ------ |
| 2022-2023       | Paris Saint-Germain | D1              | 7          | 0          | CF              | 2               | 0               | UWCL               | 1                  | 0                  | TC          | -           | -           | 10     | 0      |
| 2023-2024       | Paris Saint-Germain | D1              | 19         | 1          | CF              | 2               | 0               | UWCL               | 12                 | 2                  | TC          | 0           | 0           | 33     | 3      |
| Totale carriera | Totale carriera     | Totale carriera | 26         | 1          | -               | 4               | 0               | -                  | 13                 | 2                  | -           | 0           | 0           | 43     | 3      |

### Cronologia presenze e reti in nazionale
| Cronologia completa delle presenze e delle reti in nazionale ― Stati Uniti | Cronologia completa delle presenze e delle reti in nazionale ― Stati Uniti | Cronologia completa delle presenze e delle reti in nazionale ― Stati Uniti | Cronologia completa delle presenze e delle reti in nazionale ― Stati Uniti | Cronologia completa delle presenze e delle reti in nazionale ― Stati Uniti | Cronologia completa delle presenze e delle reti in nazionale ― Stati Uniti | Cronologia completa delle presenze e delle reti in nazionale ― Stati Uniti | Cronologia completa delle presenze e delle reti in nazionale ― Stati Uniti |
| Data                                                                       | Città                                                                      | In casa                                                                    | Risultato                                                                  | Ospiti                                                                     | Competizione                                                               | Reti                                                                       | Note                                                                       |
| -------------------------------------------------------------------------- | -------------------------------------------------------------------------- | -------------------------------------------------------------------------- | -------------------------------------------------------------------------- | -------------------------------------------------------------------------- | -------------------------------------------------------------------------- | -------------------------------------------------------------------------- | -------------------------------------------------------------------------- |
| 6-12-2023                                                                  | Frisco                                                                     | Stati Uniti                                                                | 2 – 1                                                                      | Cina                                                                       | Amichevole                                                                 | -                                                                          | 69’                                                                        |
| 21-2-2024                                                                  | Carson                                                                     | Stati Uniti                                                                | 5 – 0                                                                      | Rep. Dominicana                                                            | Gold Cup 2024                                                              | -                                                                          | 77’                                                                        |
| 24-2-2024                                                                  | Carson                                                                     | Argentina                                                                  | 0 – 4                                                                      | Stati Uniti                                                                | Gold Cup 2024                                                              | -                                                                          | 46’                                                                        |
| 27-2-2024                                                                  | Carson                                                                     | Stati Uniti                                                                | 0 – 2                                                                      | Messico                                                                    | Gold Cup 2024                                                              | -                                                                          | 71’                                                                        |
| 4-3-2024                                                                   | Los Angeles                                                                | Stati Uniti                                                                | 3 – 0                                                                      | Colombia                                                                   | Gold Cup 2024                                                              | -                                                                          | 73’                                                                        |
| 7-3-2024                                                                   | San Diego                                                                  | Stati Uniti                                                                | 3 – 4                                                                      | Colombia                                                                   | Gold Cup 2024                                                              | -                                                                          |                                                                            |
| 11-3-2024                                                                  | San Diego                                                                  | Stati Uniti                                                                | 1 – 0                                                                      | Brasile                                                                    | Gold Cup 2024 - finale                                                     | -                                                                          |                                                                            |
| 6-4-2024                                                                   | Atlanta                                                                    | Stati Uniti                                                                | 2 – 1                                                                      | Giappone                                                                   | SheBelieves Cup                                                            | -                                                                          | 78’                                                                        |
| 10-4-2024                                                                  | Columbus                                                                   | Stati Uniti                                                                | 2 – 1                                                                      | Canada                                                                     | SheBelieves Cup                                                            | -                                                                          | 75’                                                                        |
| 1-6-2024                                                                   | Commerce City                                                              | Stati Uniti                                                                | 4 – 0                                                                      | Corea del Sud                                                              | Amichevole                                                                 | -                                                                          | 71’                                                                        |
| 5-6-2024                                                                   | Saint Paul                                                                 | Stati Uniti                                                                | 3 – 0                                                                      | Corea del Sud                                                              | Amichevole                                                                 | -                                                                          | 72’                                                                        |
| 13-7-2024                                                                  | Harrison                                                                   | Stati Uniti                                                                | 1 – 0                                                                      | Messico                                                                    | Amichevole                                                                 | -                                                                          | 71’                                                                        |
| 17-7-2024                                                                  | Saint Paul                                                                 | Stati Uniti                                                                | 0 – 0                                                                      | Costa Rica                                                                 | Amichevole                                                                 | -                                                                          | 68’                                                                        |
| 25-7-2024                                                                  | Nizza                                                                      | Stati Uniti                                                                | 3 – 0                                                                      | Zambia                                                                     | Olimpiadi 2024                                                             | -                                                                          | 46’                                                                        |
| 31-7-2024                                                                  | Marsiglia                                                                  | Australia                                                                  | 1 – 2                                                                      | Stati Uniti                                                                | Olimpiadi 2024                                                             | 1                                                                          | 65’ - 67’                                                                  |
| 3-8-2024                                                                   | Parigi                                                                     | Stati Uniti                                                                | 1 – 0 dts                                                                  | Giappone                                                                   | Olimpiadi 2024                                                             | -                                                                          |                                                                            |
| 6-8-2024                                                                   | Parigi                                                                     | Stati Uniti                                                                | 1 – 0 dts                                                                  | Germania                                                                   | Olimpiadi 2024                                                             | -                                                                          | 90’                                                                        |
| 10-8-2024                                                                  | Parigi                                                                     | Brasile                                                                    | 0 – 1                                                                      | Stati Uniti                                                                | Olimpiadi 2024 - finale                                                    | -                                                                          |                                                                            |
| Totale                                                                     |                                                                            | Presenze                                                                   | 18                                                                         |                                                                            | Reti                                                                       | 1                                                                          |                                                                            |

| Cronologia completa delle presenze e delle reti in nazionale ― Stati Uniti under 20 | Cronologia completa delle presenze e delle reti in nazionale ― Stati Uniti under 20 | Cronologia completa delle presenze e delle reti in nazionale ― Stati Uniti under 20 | Cronologia completa delle presenze e delle reti in nazionale ― Stati Uniti under 20 | Cronologia completa delle presenze e delle reti in nazionale ― Stati Uniti under 20 | Cronologia completa delle presenze e delle reti in nazionale ― Stati Uniti under 20 | Cronologia completa delle presenze e delle reti in nazionale ― Stati Uniti under 20 | Cronologia completa delle presenze e delle reti in nazionale ― Stati Uniti under 20 |
| Data                                                                                | Città                                                                               | In casa                                                                             | Risultato                                                                           | Ospiti                                                                              | Competizione                                                                        | Reti                                                                                | Note                                                                                |
| ----------------------------------------------------------------------------------- | ----------------------------------------------------------------------------------- | ----------------------------------------------------------------------------------- | ----------------------------------------------------------------------------------- | ----------------------------------------------------------------------------------- | ----------------------------------------------------------------------------------- | ----------------------------------------------------------------------------------- | ----------------------------------------------------------------------------------- |
| 24-6-2022                                                                           | Aubagne                                                                             | Francia under 20                                                                    | 1 – 3                                                                               | Stati Uniti under 20                                                                | Sud Ladies Cup                                                                      | -                                                                                   | 46’                                                                                 |
| 26-6-2022                                                                           | Aubagne                                                                             | Stati Uniti under 20                                                                | 3 – 0                                                                               | Messico under 20                                                                    | Sud Ladies Cup                                                                      | -                                                                                   | 46’                                                                                 |
| 11-8-2022                                                                           | Alajuela                                                                            | Ghana under 20                                                                      | 0 – 3                                                                               | Stati Uniti under 20                                                                | Mondiali under 20 2022                                                              | -                                                                                   | 84’                                                                                 |
| 18-8-2022                                                                           | Alajuela                                                                            | Stati Uniti under 20                                                                | 0 – 3                                                                               | Giappone under 20                                                                   | Mondiali under 20 2022                                                              | -                                                                                   |                                                                                     |
| Totale                                                                              |                                                                                     | Presenze                                                                            | 4                                                                                   |                                                                                     | Reti                                                                                | 0                                                                                   |                                                                                     |

## Palmarès

### Club
- Coppa di Francia (calcio femminile): 1

PSG: 2023-2024

### Nazionale
- Oro olimpico: 1

Parigi 2024
- CONCACAF Women's Gold Cup: 1

Stati Uniti 2024

### Individuale
- Miglior centrocampista ACC: 1

2021-2022